# Jonas Jonasson
Pär-Ola Jonas Jonasson (oorspronkelijk Per Ola Jonasson; Växjö, 6 juli 1961) is een Zweeds schrijver en journalist die vooral bekend geworden is door zijn bestseller De 100-jarige man die uit het raam klom en verdween. Hij studeerde Zweeds en Spaans aan de universiteit van Göteborg en werkte tot 1994 als journalist voor het dagblad Smålandsposten in Växjö en voor het Zweedse avondblad Expressen. In 1996 richtte hij het succesvolle mediabedrijf OTW op. Om gezondheidsredenen verkocht hij het bedrijf in 2005.
Hij verhuisde met zijn Noorse echtgenote in 2007 naar Ticino in Zwitserland, waar hij zijn debuutroman De 100-jarige man die uit het raam klom en verdween schreef. Na zijn echtscheiding woont hij sinds 2010 met zijn zoon in Gotland. Zijn debuutroman was in 2010 het bestverkochte boek in Zweden. Jonasson won er de Swedish BookSellers Award mee. Het boek is vertaald in 30 talen. De filmrechten werden verkocht aan de Zweedse productiemaatschappijen Nice Entertainment en FLX 2.0, samengegaan in Nice Drame. De opnamen voor de film onder regie van Felix Herngren met in de hoofdrol de Zweedse acteur Robert Gustafsson werden in het voorjaar van 2013 afgerond. De film ging met kerst 2013 in première in Zweden en op 1 mei 2014 in Nederland.
In Nederland worden zijn boeken uitgegeven door Uitgeverij Signatuur, onderdeel van A.W. Bruna Uitgevers. Begin 2013 waren er in Nederland 190.000 exemplaren van zijn debuutroman verkocht. In november 2013 verscheen bij dezelfde uitgeverij zijn tweede roman, De zonderlinge avonturen van het geniale bommenmeisje (oorspronkelijk Analfabeten som kunde räkna, uitgegeven in september 2013). In oktober 2015 verscheen zijn derde roman, Gangster Anders en zijn vrienden (en een enkele vijand). In juli 2018 verscheen een volgende roman met de titel De 100-jarige man die terugkwam om de wereld te redden (oorspronkelijk Hundraettåringen som tänkte att han tänkte för mycket). Opnieuw met Allan Karlsson als hoofdpersoon. In tegenstelling tot zijn vorige boeken werd dit boek uitgegeven door Atlas Contact. In het najaar van 2020 verscheen Zoete, Zoete Wraak bv, opnieuw bij Uitgeverij Signatuur. Bij deze uitgeverij verscheen in november 2022 zijn boek De profeet en de idioot. Over twee rivaliserende broers, de profeet Petra, corruptie op wereldniveau, en een bizarre roadtrip over de wereld in een race tegen de klok.

## Bestseller 60
| Boeken met noteringen in de Nederlandse Bestseller 60   | Jaar van verschijnen | Datum van binnenkomst | Hoogste positie | Aantal weken | Opmerkingen |
| ------------------------------------------------------- | -------------------- | --------------------- | --------------- | ------------ | ----------- |
| De 100-jarige man die uit het raam klom en verdween     | 2011                 | 19-03-2011            | 3               | 165          |             |
| De zonderlinge avonturen van het geniale bommenmeisje   | 2013                 | 14-12-2013            | 6               | 22           |             |
| Gangster Anders en zijn vrienden (en een enkele vijand) | 2015                 | 26-10-2015            | 17              | 13           |             |
| De 100-jarige man die terugkwam om de wereld te redden  | 2018                 | 09-07-2018            | 6               | 12           |             |
| Zoete, Zoete Wraak bv                                   | 2020                 | 21-09-2020            | 45              | 2            |             |
| De boer, de vrouw en de brandewijn                      | 2025                 | 19-03-2025            | 41              | 2            |             |

## Podcast
In 2017 werd "De 100-jarige man die uit het raam klom en verdween" als hoorspel opgenomen en in 134 delen uitgezonden op NPO Radio 1 in het programma De Nieuws BV.

## Verfilmingen
Van het boek De 100-jarige man die uit het raam klom en verdween is ook een film gemaakt. De film verscheen in 2013 in Nederland. Robert Gustafsson speelde de rol van Allan Karlsson.
In 2016 verscheen er een vervolg op de film van de 100-jarige man. Allan is inmiddels een jaar ouder en probeert het recept van de frisdrank Folksoda in handen te krijgen. De film kreeg in het Engels de titel The 101-Year-Old Man Who Skipped Out on the Bill and Disappeared. Ondanks dat het verhaal is gebaseerd op het karakter Allan Karlsson uit het boek van Jonas Jonasson, is deze niet de auteur van het script. Robert Gustafsson speelde opnieuw de rol van Allan.